# Andrea Colonna di Stigliano (principe)
Andrea Colonna di Stigliano, I principe di Stigliano (noto anche come IV principe di Sonnino fino al 1796) (Napoli, 21 novembre 1748 – Napoli, 9 settembre 1820), è stato un generale italiano.

## Biografia
Nato a Napoli nel 1748, Andrea era figlio di Marcantonio Colonna di Stigliano, III principe di Sonnino, e di sua moglie Giulia d'Avalos d'Aquino d'Aragona.
Alla morte di suo padre nel 1796 gli succedette nei feudi della sua famiglia e nel titolo di principe di Sonnino, feudo che ad ogni modo decise in quello stesso anno di vendere alla linea primogenita dei principi Colonna di Paliano, ottenendo il permesso di convertire il proprio titolo principesco sul feudo di Stigliano, proprietà avita della sua famiglia. Nel 1796 ottenne la qualifica di Grande di Spagna e nel 1791 venne eletto al seggio di Porto. In quello stesso anno venne proclamato Gentiluomo di Camera del re di Napoli.
Intrapresa la carriera militare nell'emergenza della rivoluzione napoletana, fu dapprima comandante di un proprio reggimento di volontari della marina e poi capitano della guardia palatina del Palazzo Reale di Napoli, venendo nominato cavaliere dell'Ordine di San Gennaro. Con l'occupazione francese del Regno di Napoli, abbracciò subito la causa di Giuseppe Bonaparte e venne da questi largamente ricompensato con la nomina a Ciambellano nel 1806. Poco dopo venne nominato colonnello delle guardie provinciali di Napoli e delle isole del Golfo, ottenendo dal 1808 il titolo di Gran Ciambellano del Regno delle Due Sicilie sotto il governo di Gioacchino Murat il quale gli fece pervenire anche le decorazioni di Grand Aigle della Legion d'onore francese e di Gran Dignitario dell'Ordine delle Due Sicilie.
Con la restaurazione borbonica, si defilò dalla scena politica morendo a Napoli nel 1820.

## Matrimonio e figli
Il 9 febbraio 1776 a Bagnara Calabra sposò Cecilia Ruffo di Sant'Antimo (?-1833), figlia di Carlo Ruffo, V principe di Sant'Antimo e di sua moglie, Anna Cavaniglia dei duchi di San Giovanni Rotondo. La coppia ebbe i seguenti figli:
- Maria Giulia (1783 - 1867),[1] sposò Giangirolamo Acquaviva d'Aragona, XXII duca di Atri. Ebbe due Giuseppe Bonaparte, re di Napoli, Giulio 1808-1836, Anna Maria Acquaviva di Lorenzo (1883-1956) Philadelphia, Petronella deviato 1917-1989
- Ferdinando (1785 - 1834),[1] II principe di Stigliano, sposò Giovanna Doria d'Angri ed in seconde nozze si sposò con Anna Doria, sorella della sua prima moglie
- Marcantonio (1786 - 1853),[1] tenente colonnello dell'esercito napoletano, sposò Clementina Raimondi
- Carlo (1787 - 1860),[1] diplomatico, sposò Emilia Ciardulli
- Maria Ippolita (1792 - 1867),[1] sposò Francesco Imperiali, VI principe di Francavilla
- Maria Luisa (1795 - 1855),[1] sposò Marzio Mastrilli, I duca di Gallo, e in seconde nozze sposò Diego Pignatelli d'Angiò dei principi di Noia
- Maria Clelia (1797 - 1871),[1] sposò Francesco Maria Correale, conte di Terranova
- Filippo (1799 - 1870),[1] ufficiale di cavalleria dell'esercito di Napoli, sposò Maria Luisa Hueber
- Lorenzo (1802 - 1856),[1] ufficiale della guardia regia di Napoli, sposò la marchesa Olimpia Monticelli della Valle
- Giuseppe (1807 - 1876),[1] senatore del Regno d'Italia e sindaco di Napoli

## Albero genealogico
|                                                           |                                             |                                                      | Genitori                                          |  |  | Nonni |  |  | Bisnonni                                             |  |  | Trisnonni                           |  |
|                                                           |                                             |                                                      |                                                   |  |  |       |  |  | Giuliano Colonna di Stigliano, I principe di Sonnino |  |  | Filippo Colonna, signore di Sonnino |  |
|                                                           |                                             |                                                      |                                                   |  |  |       |  |  | Giuliano Colonna di Stigliano, I principe di Sonnino |  |  | Filippo Colonna, signore di Sonnino |  |
|                                                           |                                             | Clelia Cesarini                                      |                                                   |  |  |       |  |  | Giuliano Colonna di Stigliano, I principe di Sonnino |  |  |                                     |  |
| Ferdinando Colonna di Stigliano, II principe di Sonnino   |                                             |                                                      |                                                   |  |  |       |  |  | Giuliano Colonna di Stigliano, I principe di Sonnino |  |  |                                     |  |
|                                                           |                                             | Giovanna van den Eynde                               | Ferdinando van den Eynde, marchese di Castelnuovo |  |  |       |  |  |                                                      |  |  |                                     |  |
|                                                           |                                             | Giovanna van den Eynde                               | Ferdinando van den Eynde, marchese di Castelnuovo |  |  |       |  |  |                                                      |  |  |                                     |  |
|                                                           |                                             | Giovanna van den Eynde                               | Olinda Piccolomini                                |  |  |       |  |  |                                                      |  |  |                                     |  |
| Marcantonio Colonna di Stigliano, III principe di Sonnino |                                             | Giovanna van den Eynde                               |                                                   |  |  |       |  |  |                                                      |  |  |                                     |  |
|                                                           |                                             | Carmine Niccolò Caracciolo, V principe di Santobuono | Marino V Caracciolo, IV principe di Santobuono    |  |  |       |  |  |                                                      |  |  |                                     |  |
|                                                           |                                             | Carmine Niccolò Caracciolo, V principe di Santobuono | Marino V Caracciolo, IV principe di Santobuono    |  |  |       |  |  |                                                      |  |  |                                     |  |
|                                                           |                                             | Carmine Niccolò Caracciolo, V principe di Santobuono | Giovanna Caracciolo di Torella                    |  |  |       |  |  |                                                      |  |  |                                     |  |
| Luisa Caracciolo                                          |                                             | Carmine Niccolò Caracciolo, V principe di Santobuono |                                                   |  |  |       |  |  |                                                      |  |  |                                     |  |
|                                                           |                                             | Giovanna Costanza Ruffo di Bagnara                   | Francesco Ruffo, IV duca di Bagnara               |  |  |       |  |  |                                                      |  |  |                                     |  |
|                                                           |                                             | Giovanna Costanza Ruffo di Bagnara                   | Francesco Ruffo, IV duca di Bagnara               |  |  |       |  |  |                                                      |  |  |                                     |  |
|                                                           |                                             | Giovanna Costanza Ruffo di Bagnara                   | Giovanna Lanza                                    |  |  |       |  |  |                                                      |  |  |                                     |  |
| Andrea Colonna di Stigliano, I principe di Stigliano      |                                             | Giovanna Costanza Ruffo di Bagnara                   |                                                   |  |  |       |  |  |                                                      |  |  |                                     |  |
|                                                           | Giovanni d'Avalos, principe di Montesarchio | Francesco d'Avalos, principe di Troja                |                                                   |  |  |       |  |  |                                                      |  |  |                                     |  |
|                                                           | Giovanni d'Avalos, principe di Montesarchio | Francesco d'Avalos, principe di Troja                |                                                   |  |  |       |  |  |                                                      |  |  |                                     |  |
|                                                           | Giovanni d'Avalos, principe di Montesarchio | Andreana Caracciolo Pisquizi                         |                                                   |  |  |       |  |  |                                                      |  |  |                                     |  |
| Andrea d'Avalos d'Aquino d'Aragona, VII duca di Celenza   | Giovanni d'Avalos, principe di Montesarchio |                                                      |                                                   |  |  |       |  |  |                                                      |  |  |                                     |  |
|                                                           |                                             | Giulia d'Avalos d'Aquino                             | Andrea d'Avalos, principe di Montesarchio         |  |  |       |  |  |                                                      |  |  |                                     |  |
|                                                           |                                             | Giulia d'Avalos d'Aquino                             | Andrea d'Avalos, principe di Montesarchio         |  |  |       |  |  |                                                      |  |  |                                     |  |
|                                                           |                                             | Giulia d'Avalos d'Aquino                             | Ana de Guevara                                    |  |  |       |  |  |                                                      |  |  |                                     |  |
| Giulia d'Avalos d'Aquino d'Aragona                        |                                             | Giulia d'Avalos d'Aquino                             |                                                   |  |  |       |  |  |                                                      |  |  |                                     |  |
|                                                           |                                             | Giovanni Carraciolo, VI duca di Celenza              | Alfonso Carraciolo, V duca di Celenza             |  |  |       |  |  |                                                      |  |  |                                     |  |
|                                                           |                                             | Giovanni Carraciolo, VI duca di Celenza              | Alfonso Carraciolo, V duca di Celenza             |  |  |       |  |  |                                                      |  |  |                                     |  |
|                                                           |                                             | Giovanni Carraciolo, VI duca di Celenza              | Beatrice de Angelis                               |  |  |       |  |  |                                                      |  |  |                                     |  |
| Beatrice Cosima Antonia Caracciolo                        |                                             | Giovanni Carraciolo, VI duca di Celenza              |                                                   |  |  |       |  |  |                                                      |  |  |                                     |  |
|                                                           |                                             | Porzia Caracciolo                                    | Giambattista Caracciolo, V marchese di Sant'Eramo |  |  |       |  |  |                                                      |  |  |                                     |  |
|                                                           |                                             | Porzia Caracciolo                                    | Giambattista Caracciolo, V marchese di Sant'Eramo |  |  |       |  |  |                                                      |  |  |                                     |  |
|                                                           |                                             | Porzia Caracciolo                                    | Leocadia Cavaniglia                               |  |  |       |  |  |                                                      |  |  |                                     |  |
|                                                           |                                             | Porzia Caracciolo                                    |                                                   |  |  |       |  |  |                                                      |  |  |                                     |  |